# Caña (vegetal)

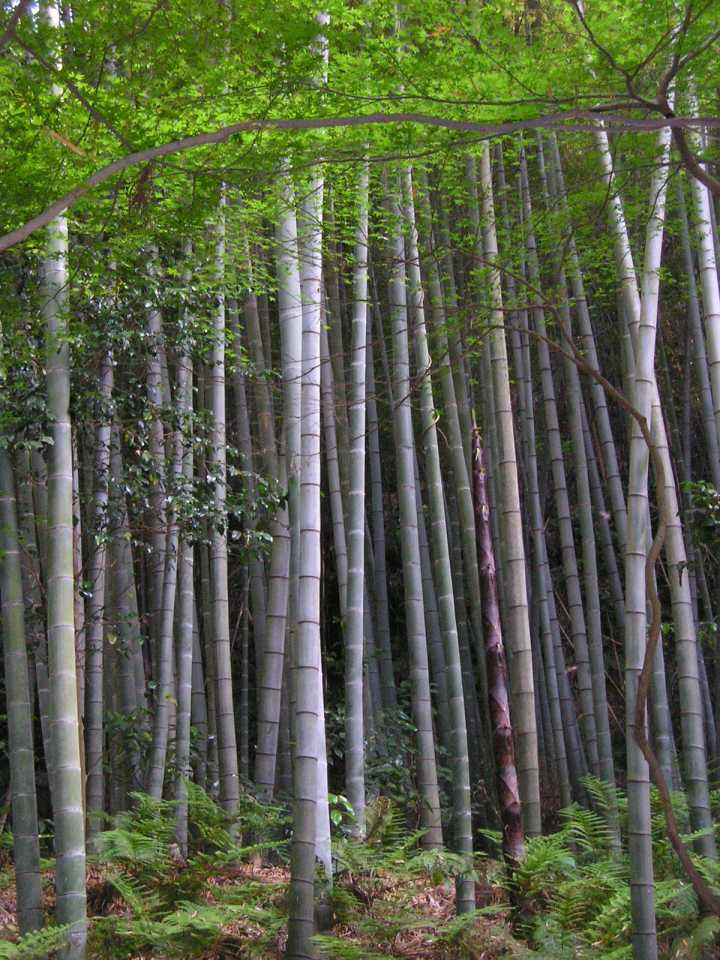
Bosque de bambúes (subfamilia bambusóidea) en Japón.

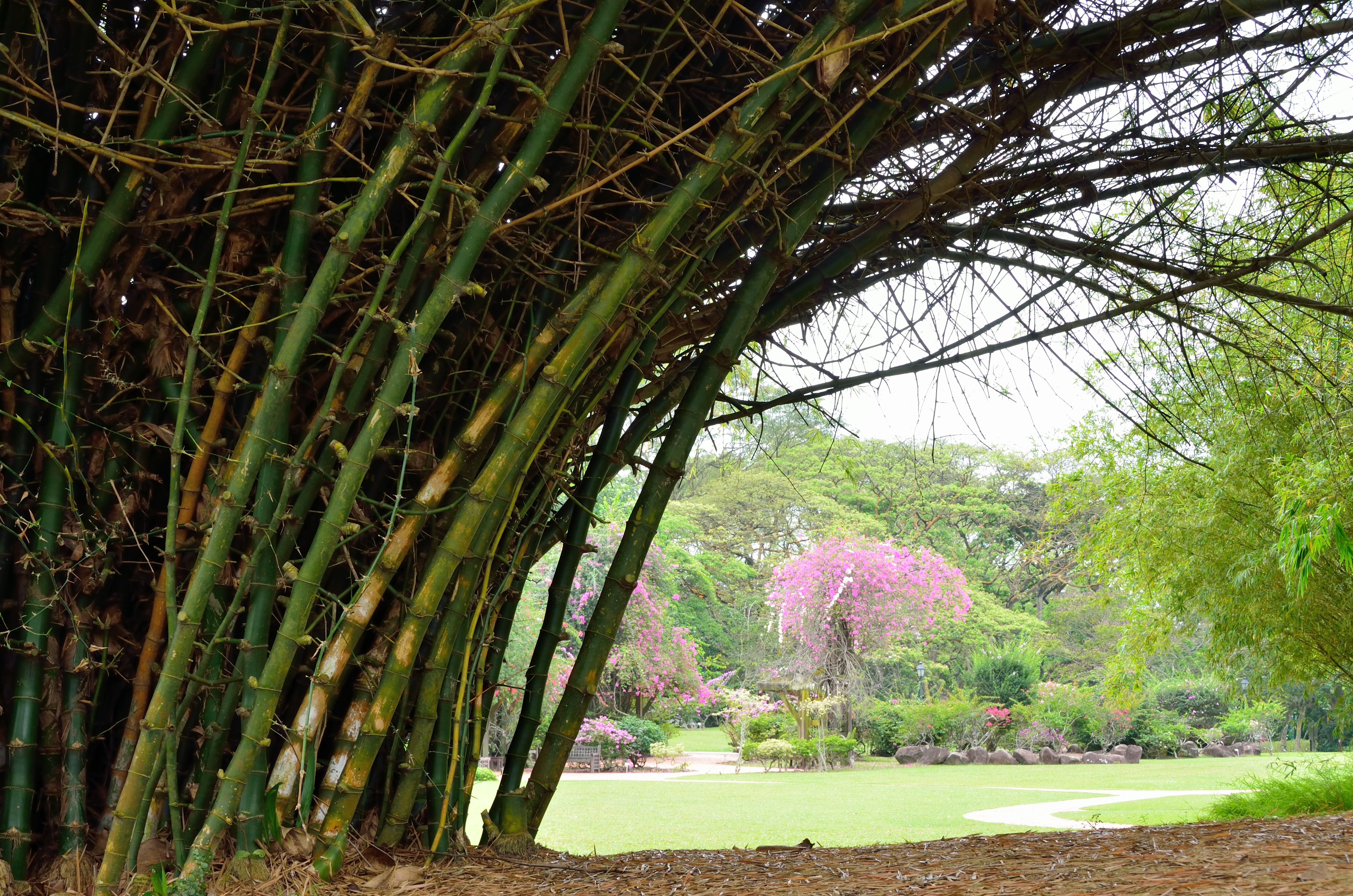
Bambú de espinas largas de la India (Bambusa bambos), ?una especie apoyante o hemitrepadora, criada en un bambusetum.

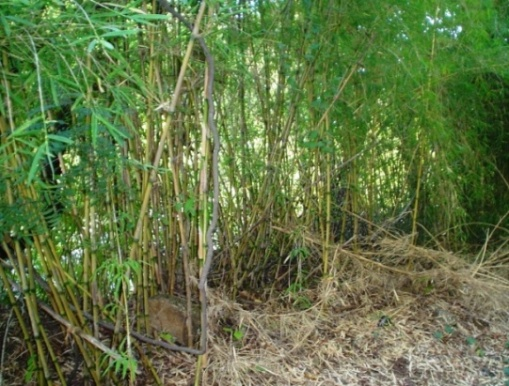
Caña de la especie Chusquea culeou (Colihue), que se caracteriza por ser completamente de madera sólida, a diferencia de los bambúes de caña hueca

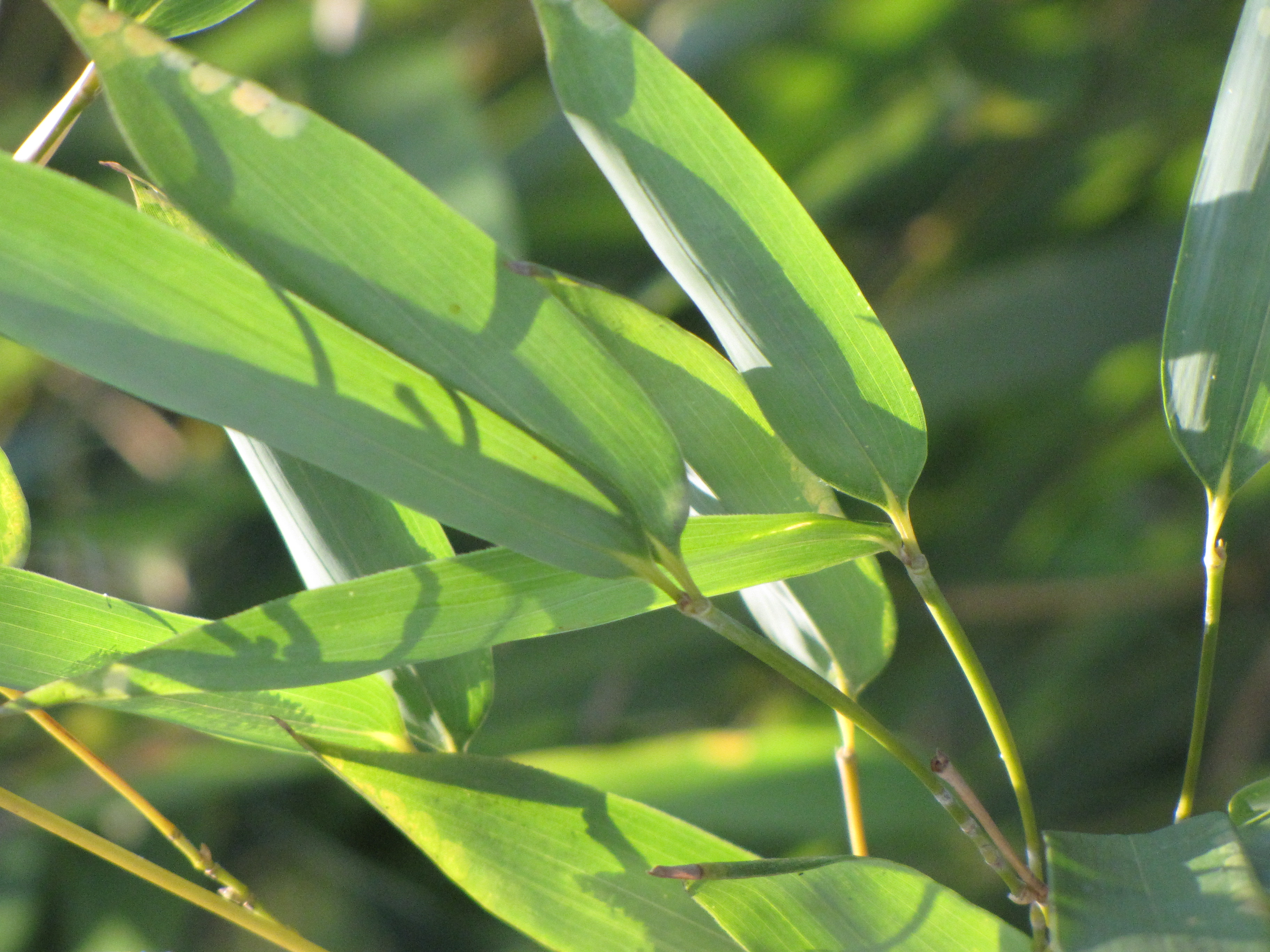
Hojas con pseudopecíolo entre vaina y lámina en bambusóideas, carácter que las diferencia de las cañas de las demás subfamilias de poáceas.

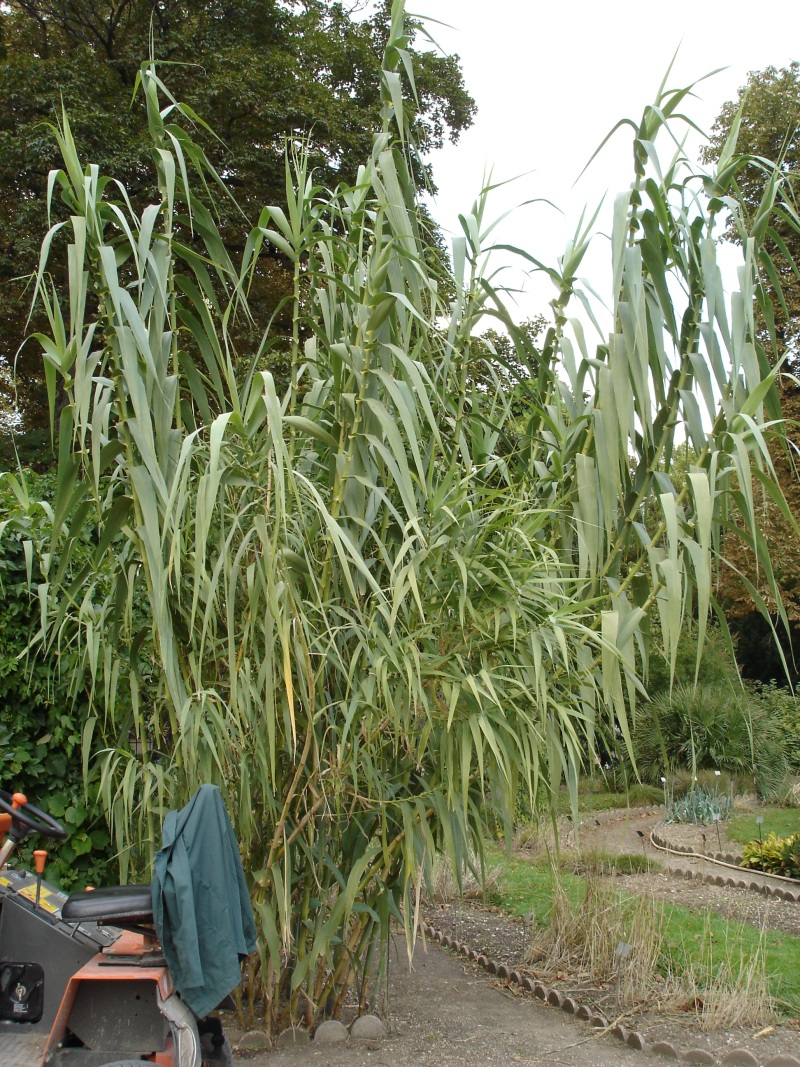
La caña de Castilla, Arundo donax (familia de las poáceas, subfamilia de las arundinóideas), una especie asiática invasora en todo el mundo. Cañas probablemente emergiendo del mismo individuo.

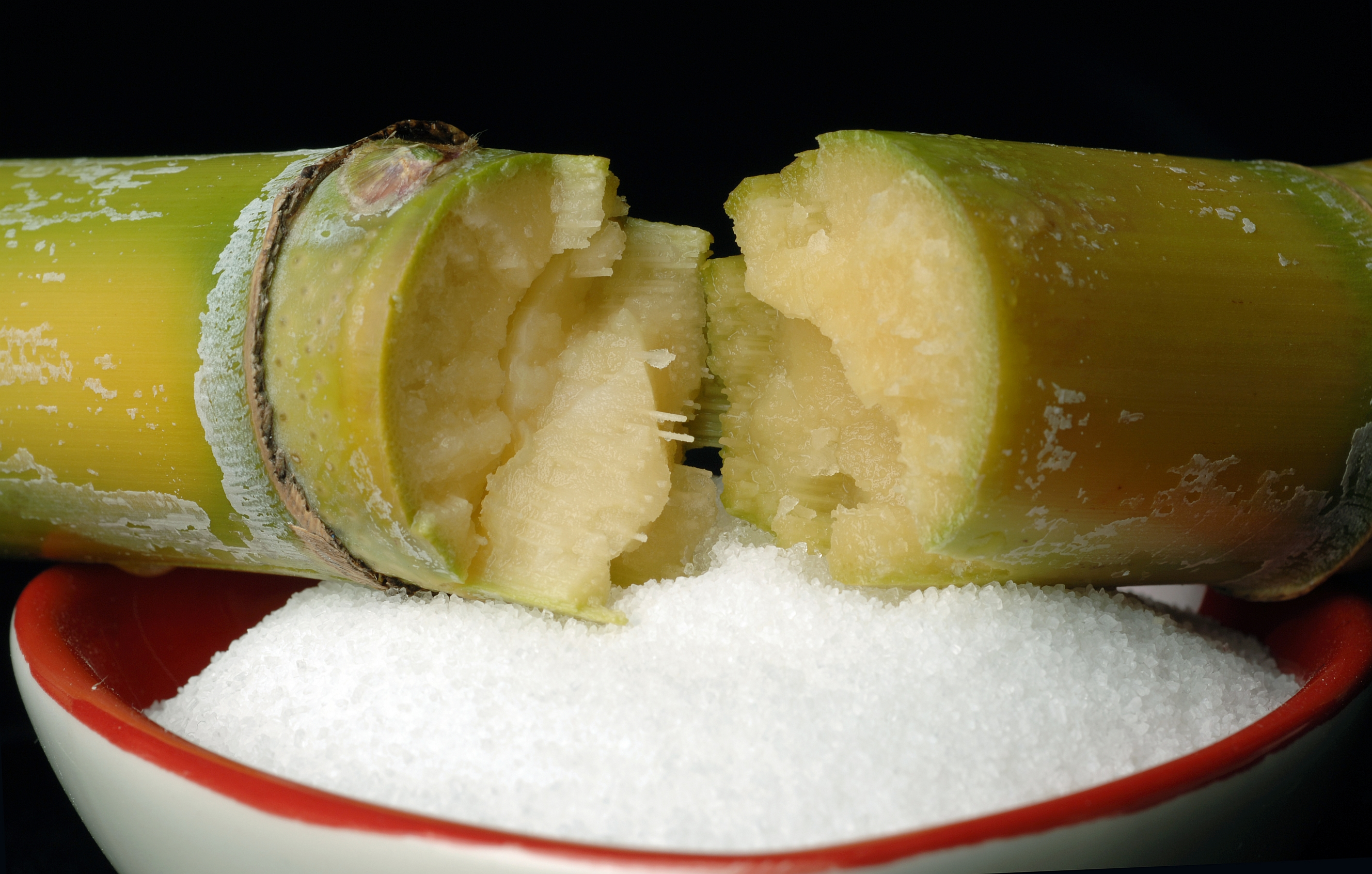
Caña de azúcar (Saccharum officinarum, una panicóidea, en este caso de tallo macizo, no hueco).

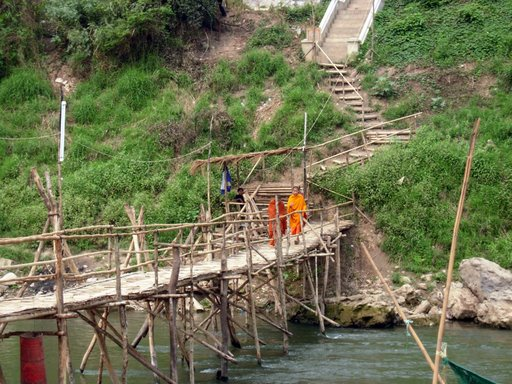
Una construcción: puente de cañas.

La caña o culmo es el tallo de las plantas de la familia de las gramíneas (Poaceae), de morfología generalmente cilíndrica, con entrenudos huecos y nudos macizos. Específicamente, se les llama también cañas a aquellas especies de gramíneas con grandes tallos aéreos leñosos, que se diferencian de la gran mayoría de gramíneas de tallo herbáceo. 

## Características
La subfamilia bambusóidea es la que contiene la mayoría de las especies que presentan cañas, y son llamadas bambúes, con una morfología distintiva -por ejemplo, las hojas con vaina y pseudopecíolo-, si bien la más explotada económicamente es la caña de azúcar (Saccharum officinarum) de la subfamilia panicóidea, y la invasora más conocida es Arundo donax, una arundinóidea, que además se explota y es de la que se extrae la caña de los instrumentos de viento. Las cañas también suelen ser empleadas como material de construcción, en techumbres y amoblados. 
Una comunidad de plantas donde la caña es un miembro dominante recibe el nombre de cañaveral, cañaduzal (de cañaduz o caña dulce) o cañamelar (de cañamiel). Otra denominación común es «bosque de bambúes», si a la caña dominante se le denomina bambú (esperablemente, una bambusóidea).
Destaca igualmente la existencia de otras especies vegetales que presentan estructuras similares a 
las verdaderas cañas, entre estas especies podemos encontrar a Dracaena sanderiana conocida con el nombre de "Bambú" de la suerte, o especies del género Equisetum, como el E. giganteum.

## Descripción
El culmo es el tallo aéreo de las plantas gramíneas (familia Poaceae) que hacia el final de su desarrollo da la inflorescencia terminal (pero podría, si las hubiera, llamarse así también al culmo leñoso de otras plantas graminiformes del orden Poales), generalmente es hueco en los entrenudos, y se origina en tallos subterráneos engrosados con función reservante, llamados rizomas, que pueden ser leñosos (lo esperable en rizomas de especies de cañas) o no. El rizoma subterráneo sobrevive a la caña y en sus nudos se originan ramificaciones que forman nuevas cañas aéreas. Las cañas normalmente son de tamaño grande y de hábito arborescente, y debido a la arquitectura rizomatosa de la planta suelen encontrarse más o menos agrupadas. Las hay cespitosas (provenientes de rizomas de entrenudos cortos) y más expansivas, provenientes de rizomas de entrenudos largos, cuyos culmos a veces se originan varios metros más allá del sitio donde germinó la planta.
También hay cañas trepadoras, que crecen erguidas los primeros metros en el sotobosque y luego siguen ganando altura apoyándose en los estratos arbóreos más altos y entrelazando en ellos las delgadas ramificaciones que se originan en sus nudos (hábito semitrepador o apoyante). El culmo muere luego de madurar los frutos, pero en muchas especies una caña individual puede vivir décadas hasta que se forma la inflorescencia.

## Especies
Las siguientes especies son consideradas cañas auténticas por pertenecer a la familia Poaceae:
Arundinoideae
- Arundo
  - Arundo donax, la caña común, caña de Castilla, caña gigante, caña grande de huertas, cañabrava, caña vera, cañabera, caña licera, caña macho, caña silvestre, cañavana, caña vulgar o cañizo
- Phragmites[7]
  - Phragmites australis, el carrizo
- Thysanolaena,[7] con una única especie, Thysanolaena latifolia, de Asia tropical

Bambusoideae, las bambusóideas leñosas o bambúes, clasificadas en dos tribus: 
- tribu Bambuseae, los bambúes leñosos de clima principalmente tropical
  - Chusquea culeou, la caña coligüe. (de clima templado)
  - Guadua trinii, la tacuara brava.
  - Guadua angustifolia, la caña guadua o caña tacuara.
- tribu Arundinarieae, los bambúes leñosos de climas templados

Panicoideae
- Saccharum officinarum, la caña de azúcar

Especies llamadas cañas, sin serlo -como aquí definidas-, son las siguientes:
- Los gamones (Asphodelus aestivus y Asphodelus ramosus), ocasionalmente llamados cañas
- La hierba cana o senecio común (Senecio vulgaris)
- La cañaheja o cañavana (Ferula communis)
- La caña agria (Costus pictus), también llamada caña de Cristo, caña de jabalí, caña de tigre, caña de venado o cañuela

## Usos económicos
- Uso en techumbres, construcción y amoblados (comparar con ratán).
- Uso de especies cespitosas para fijar suelos sobre pozos ciegos cuya bóveda se desea que sea intransitable.
- Cañas domesticadas: De la caña de azúcar se extrae el azúcar de mesa y otros derivados como melaza, la caña (bebida alcohólica), etc.
- Ver quena.
- Ver lengüeta.

## Ecología
Comunidades dominadas por cañas.
- Bosque de bambúes
- Cañaverales a la orilla de cuerpos de agua, normalmente de especies cespitosas e intransitables.

## Historia y mitología
Decía Plinio que unas débiles cañas han bastado para someter, civilizar y suavizar las costumbres de los hombres. En efecto, de las cañas se han hecho las flechas y lanzas, las plumas y algunos instrumentos de música. 
La fábula dice que habiendo notado el Barbero de Midas que este rey tenía orejas de asno y no atreviéndose a confiar este secreto a nadie, hizo un hoyo en la tierra y dijo que Midas tenía orejas de asno. Luego, cerró el agujero y se marchó. Poco tiempo después nacieron allí algunas cañas que hicieron público al mundo este secreto.
Las cañas son uno de los atributos de los ríos y de las ninfas. Casi todos los monumentos antiguos y modernos representan estas divinidades coronadas de cañas.